# Microcrambus chrysoporellus
Microcrambus chrysoporellus là một loài bướm đêm trong họ Crambidae.